# Amalia Domingo Soler
Amalia Domingo Soler (Sevilla, 10 de novembre de 1835-Barcelona, 29 d'abril de 1909) fou una escriptora, espiritista i feminista vinculada a Sevilla, Madrid i Barcelona.

## Vida
El pare d'Amalia va morir poc abans que ella nasqués i vuit dies després del seu naixement va quedar cega, fet que va provocar que Amalia tingués un fort vincle amb la seva mare.
Amb constància la seva mare li va ensenyar a llegir als dos anys i, tot i que no va poder anar gairebé a escola, als 10 anys va escriure el seu primer poema, i als 18 publicà les primeres poesies.
La mort de la mare va arribar quan Amalia tenia 25 anys. Aquest fet la va trasbalsar terriblement, ja que mare i filla gairebé no es relacionaven amb ningú més i perdé la memòria durant tres mesos. A més, la seva situació econòmica empitjorà molt perquè el treball de la mare les mantenia a totes dues.
De Sevilla Amalia es trasllada a Madrid, on treballa de cosidora i a les nits escriu, però la seva ceguesa empitjora i aviat es queda sense ingressos, i arriba a haver de recórrer a la beneficència. S'acosta a la religió visitant tant esglésies catòliques com protestants i en una d'aquestes últimes fa una amiga que li aconsella anar a visitar un tal doctor Joaquín Hysern, metge homeòpata particularment reeixit en els temes de ceguesa, però que no li va donar gaires esperances en el seu cas.

### L'espiritisme
Cap al 1872 va descobrir l'espiritisme i la seva vida va canviar radicalment. Va enviar un poema a les revistes espiritistes El Criterio i La Revelación i, tot i que amb la primera revista no va tenir sort, a la segona li van publicar el poema en el número 27 de 1873 i li van oferir col·laborar-hi habitualment amb els seus escrits.
Comença a col·laborar en la Revista de Estudios Psicológicos de Barcelona, i el 20 de juny de 1876 decideix traslladar-se a la ciutat comtal amb la idea de guanyar-se millor la vida. Va conèixer diferents mèdiums, que li porten notícies de sa mare. Feu amistat amb l'editor espiritista Juan Torrents, que li proposa fundar i dirigir una revista espiritista dirigida a les dones: La Luz del Porvenir (1878 a 1899).
Com a espiritista forma part d'algunes lògies maçòniques que practiquen espiritisme, com les que formen part del "Gran Oriente Espiritista" fundat el 1891.

### El feminisme
El 1888 juntament amb Rosario de Acuña, van signar un manifest adreçat a les dones del segle xix en què exigien el dret a un treball digne, l'accés a l'educació més completa i l'elecció del propi destí. També va posar en marxa la primera escola laica i gratuïta per obreres sense recursos amb Ángeles López de Ayala i juntes amb Teresa Claramunt i Creus van fundar el mateix any 1891 el que es pot considerar el primer nucli feminista de l'estat, la Sociedad Autónoma de Mujeres, sent substituïda posteriorment per la Sociedad Progresiva Femenina (1898).
Un dels projectes més destacats va ser la posada en marxa, per primera vegada, de cases d'acollida per dones sense recursos, on hi havia, entre d'altres, prostitutes, donant-lis un lloc segur i higiènic on viure i permetent-les formar-se per aconseguir feines dignes.
Cap al 1891, any en què comença a escriure les seves memòries, Amàlia va calcular que ja havia escrit més de 1.286 articles en diaris nacionals i internacionals com els abans esmentats, El Criterio, La Revelación i Revista de Estudios Psicológicos i d'altres com, La Idea de Dios, El Espiritismo o La Gaceta de Cataluña, entre d'altres.

### Últims anys
Va morir d'una broncopneumònia als 74 anys al carrer del Canó de la vila de Gràcia de Barcelona, el seu barri adoptiu (va desencarnar-se, com diuen els espiritistes), deixant la seva autobiografia sense acabar. Al seu enterrament es va aplegar una munió de gent i va tenir lloc al cementiri de Montjuïc, en el nínxol 35 de la via de Sant Carles propietat de Severo Portas Reyes i que l'any 1989 va ser comprat per Ricardo Palacios Cardona per evitar que fos a parar a l'ossera.